# Grand Prix de Villers-Cotterêts 2000
Il Grand Prix de Villers-Cotterêts 2000, terza edizione della corsa e valida come evento UCI categoria 1.4, si svolse il 12 giugno 2000 su un percorso totale di circa 193,2 km. Fu vinto dal francese Damien Nazon che terminò la gara in 4h26'37", alla media di 43,478 km/h.
Partenza con 126 ciclisti, dei quali 57 portarono a termine il percorso.

## Ordine d'arrivo (Top 10)
| Pos. | Corridore            | Squadra         | Tempo    |
| ---- | -------------------- | --------------- | -------- |
| 1    | Damien Nazon         | Bonjour         | 4h26'37" |
| 2    | Wim Omloop           | Bankgiroloterij | s.t.     |
| 3    | Wim Vansevenant      | Farm Frites     | s.t.     |
| 4    | Grzegorz Gwiazdowski | Franç. des Jeux | s.t.     |
| 5    | Nicolas Dumont       | Besson          | s.t.     |
| 6    | Sylvain Chavanel     | Bonjour         | a 6"     |
| 7    | Fabrice Salanson     | Bonjour         | a 24"    |
| 8    | Stéphane Bergès      | BigMat          | s.t.     |
| 9    | Heinrich Trumheller  | Nürnberger      | s.t.     |
| 10   | Karl Pauwels         | Palmans         | s.t.     |